# Raul Henrique Castro e Silva de Vincenzi
Raul Henrique Castro e Silva de Vincenzi (* 1918; † 28. Oktober 2010) war ein brasilianischer Basketballspieler und Botschafter.

## Leben
Raul Henrique Castro e Silva de Vincenzi errang 1939 als erster Brasilianer mit einer Auswahlmannschaft eine Goldmedaille bei der Südamerikanischen Basketballmeisterschaft in Rio de Janeiro. Mit einer Auswahlmannschaften aus Liga Carioca de Basketball 1933 und Atleta do Botafogo spielte er 1940 in Montevideo und 1942 in Santiago de Chile, wobei seine Mannschaft bei beiden Turnieren den dritten Platz errang.
1945 schloss de Vincenzi sein Studium der Rechtswissenschaft ab, trat in den auswärtigen Dienst und wurde Gesandtschaftssekretär in Washington, D.C. Von 1953 bis 1954 war er als Geschäftsträger in Taipeh und anschließend als Gesandtschaftssekretär in London eingesetzt. Im Jahr 1964 wurde er als Geschäftsträger nach Paris versetzt und ein Jahr später als Generalkonsul in San Francisco berufen.
Von 1967 bis zum 10. März 1971 war er Botschafter in Dakar, Senegal und legte darüber hinaus am 12. Juli 1967 seinen Akkreditierungsbrief bei Moktar Ould Daddah dem Präsidenten von Mauretanien in Nouakchott vor. Anschließend leitete er bis zum 16. Januar 1975 die Abteilung Verwaltung des Ministeriums. In dieser Zeit wurde eine Krankenversicherung für Diplomaten eingeführt. Danach nahm er wieder die Aufgaben eines Botschafters war, zunächst bis zum 10. März 1977 in Brüssel, dann bis zum 11. Mai 1981 bei Augusto Pinochet, anschließend bis 1985 in Montevideo und schließlich bis zu seiner Versetzung in den Ruhestand 1987 in Wien.
De Vincenzi litt an der Alzheimer-Krankheit und starb an Acute Respiratory Distress Syndrome.
| Vorgänger                             | Amt                                                                             | Nachfolger                             |
| ------------------------------------- | ------------------------------------------------------------------------------- | -------------------------------------- |
| Gastão Paranhos do Rio Branco         | brasilianischer Geschäftsträger in Taipeé 1953–1954                             | Leonardo Eulálio do Nascimento e Silva |
| Carlos Alves de Souza Filho           | brasilianischer Geschäftsträger in Paris 1964                                   | Antonio Mendes Vianna                  |
| Rodolpho Godoy de Souza Dantas        | brasilianischer Botschafter in Dakar 1967 bis 10. März 1971                     | Mário Wilson Fenandes                  |
| Octávio de Morin Parente de Mello     | brasilianischer Botschafter in Brüssel 16. Januar 1975 bis 10. März 1977        | Carlos Sylvestre de Ouro Preto         |
| Rodrigo Amaro de Azeredo Coutinho     | brasilianischer Botschafter in Santiago de Chile 10. März 1977 bis 11. Mai 1981 | Jorge Carlos Ribeiro                   |
| Jorge de Sá Almeida                   | brasilianischer Botschafter in Montevideo 11. Mai 1981 bis 1985                 | Jorge Carlos Ribeiro                   |
| Geraldo Eulálio do Nascimento e Silva | brasilianischer Botschafter in Wien 1986 bis 1987                               | Affonso Celso de Ouro-Preto            |